# Роудз, Кингстон Папье
Кингстон Папье Роудз (род. в 1942 году) — председатель Комиссии ООН по международной гражданской службе, Почётный доктор МГИМО МИД России.

## Биография
Кингстон Папье Роудз родился в 1942 году в Республике Сьерра-Леоне. В России окончил МЭСИ, в США (город Вашингтон, округ Колумбия) окончил Университет Джорджа Вашингтона. 
Кингстон Роудз после окончания обучения в России и США приехал в Сьерра-Леоне. В 1969—1980 годах он занимал ряд должностей по линии гражданской службе, работал заместителем директора Центрального статистического управления. В 1970-х годов Кингстон Папье Роудз был представителем Сьерра-Леоне на пятой и седьмой сессиях Организации Объединенных Наций, являлся членом Африканской комиссии по сельскохозяйственной статистике. К. Роудз занимал ряд ответственных постов в секретариате (1980—1999). С 2000 по 2004 года Роудз Кингстон был исполнительным секретарем КМГС (Комиссия по международной гражданской службе). На 61-й сессии Генеральной Ассамблеи ООН Кингстон Папье Роудз в 2006 году был представителем правительства Сьерра-Леоне.
В 2007 году Кингстона Роудза назначили председателем Комиссии по международной гражданской Службе (ICSC). Роудз Кингстон Папье руководит работой Комиссии и её секретариата, ведёт заседания Комиссии и обнародует её решения для передачи главам исполнительных органов организаций общей системы.
Кингстон Папье Роудз читает по-французски, свободно владеет английским и русским языками.
В сентябре 2009 года Кингстон Роудз посетил МГИМО МИД России, рассказал о некоторых аспектах деятельности Организации Объединенных Наций. Кингстон Папье Роудз — председатель Комиссии ООН по международной гражданской службе дал студентам представление о структуре Комиссии, её функциях, очертил круг вопросов, находящихся в ведении КМГС. Кингстон Роудз рассказал о своём профессиональном пути после окончания Московского государственного университета экономики, статистики и информатики, как он прошёл путь от статиста до председателя Комиссии. Валерий Павлович Воробьёв — проректор по кадровой политике вручил Кингстону Роудзу памятный знак Ассоциации выпускников МГИМО МИД России в знак благодарности за визит.
В мае 2012 года в Университете (МГИМО МИД России) состоялась торжественная церемония присвоения звания «Почётный доктор МГИМО» председателю Комиссии ООН по международной гражданской службе Кингстону Роудзу. Ректор Университета Анатолий Васильевич Торкунов открыл церемонию, на которой рассказал о работе Комиссии и деятельности лично Кингстона Роудза, который внёс значительный вклад в становление и развитие КМГС и Организации Объединенных Наций. Кингстон Папье Роудз выразил благодарность Анатолию Васильевичу Торкунову за его вклад в работу Комиссии по реорганизации международной гражданской службы ООН. Кингстон Роудз поблагодарил за сотрудничество российских дипломатов: Алексея Леонидовича Федотова — члена коллегии МИД России, посла по особым поручениям, чрезвычайного и полномочного посла Российской Федерации в Японии Евгения Владимировича Афанасьева, Ю. Г. Орлова — ответственного сотрудника Секретариата ООН.